# 107-мм протитанкова гармата М-75
Дослідна протитанкова гармата М-75 107-мм — радянська важка артилерійська зброя, розроблена на початку 1940-х років.
Державний Ордена Леніна завод № 172 імені Молотова згідно з Постановою РНК СРСР і ЦК ВКП (б) від 14 травня 1941 № П32 / 116 виготовив дослідний зразок протитанкової гармати калібру 107 мм. При виготовленні використовувався лафет 152-міліметрової гармати-гаубиці зразка 1937 року. Навесні 1941 року пермськими конструкторами під керівництвом Дернова С. Н. була спроектована протитанкова гармата М-75. Вони спроектували клиновий напівавтоматичний затвор. Розрахункова пробивальність на дистанції 1000 м під кутом 30 градусів становила 165 мм. На заводі № 172 до початку ВВВ було виготовлено два дослідні зразки М-75, що пройшли потім на заводському полігоні випробування.
У період з 29 листопада 1941 по 12 січня 1942 року на Тагильському полігоні були проведені полігонні випробування гармати і боєкомплекту до неї.
Під час випробувань балістика задана тактико-технічними вимогами була досягнута. Початкова швидкість снаряда становила 1020 метрів у секунду. Однак пробивна спроможність броні (задана в 160 мм) через неміцність корпусу снаряда забезпечена не була.
107-міліметрова протитанкова гармата М-75 за висновком Артилерійського Комітету ГАУ КА полігонних випробувань не витримала зважаючи незадовільної роботи і міцності дій напівавтоматики і затвора, недостатньою живучості труби і недостатній міцності люльки.
На думку заступника народного комісара оборони СРСР генерал-полковника артилерії Воронова, оскільки досвід сучасної війни не підтвердив необхідність використання подібного роду гармат для боротьби з танками противника, подальше доопрацювання протитанкової гармати «М-75», а також боєкомплекту до неї з метою усунення виявлених недоліків була недоцільною. Саме у зв'язку з цим Воронов просив у Сталіна дозволу на припинення робіт по 107-міліметрової протитанкової гармати М-75. Крім цього, він просив припинити аналогічні роботи по 85- і 107-міліметровою гарматою «ЗІС-23» та «ЗІС-24» на Державному Ордена Леніна заводі № 92 імені Сталіна.

## Технічні характеристики
- Калібр — 107 мм.
- Маса снаряда — 18,8 кг.
- Початкова швидкість снаряда — 1020 м/с.
- Бронепробиваємість — 160 мм.
- Кут вертикального наведення — від −2 до +45 град.
- Кут горизонтального наведення — 58 град.
- Маса у бойовому положенні — 7500 кг[1].